# مایکل شرمر
مایکل برنت شرمر (انگلیسی: Michael Brant Shermer؛ زادهٔ ۸ سپتامبر ۱۹۵۴ در کالیفرنیا) نویسنده، روزنامه‌نگار و تاریخ‌نگار علم اهل آمریکا؛ بنیانگذار جامعهٔ شکاکّان است.

## زندگی و تحصیلات
مایکل شرمر به تاریخ ۸ سپتامبر ۱۹۵۴ در کالیفرنیای جنوبی متولد شد. در ۱۹۷۲ از دبیرستان کرسنتا ولی مدرک دیپلم خود را دریافت کرد. سپس تحصیلات عالی را در رشتهٔ الهیات مسیحی آغاز کرد، امّا چندی بعد به روان‌شناسی تغییر رشته داد و در ۱۹۷۶ مدرک کارشناسی خود را در این رشته دریافت کرد. کارشناسی ارشد روان‌شناسی تجربی را در ۱۹۷۸ اخذ کرد. در ۱۹۹۱ موفّق به اخذ دکترای تخصصی در رشتهٔ تاریخ علم گشت.

## فعالیت‌ها
مایکل شرمر پیشینهٔ فعالیت حرفه‌ای در ورزش قهرمانی رشتهٔ دوچرخه‌سواری دارد. او سابقآ به عنوان مدرس در کالج اکسیدنتال فعالیت داشت. در ۱۹۹۲ جامعهٔ شکّاکان را بنیان نهاده و فصل‌نامهٔ اسکپتیک را منتشر نمود. این جامعه هم‌اکنون بیش از ۵۵۰۰۰ عضو دارد. از سال ۲۰۰۷ با درجهٔ استادیاری به تدریس در دانشگاه کلارمونت گراجویت مشغول است.
وی یک ستون ثابت در نشریهٔ علمی معتبر ساینتیفیک امریکن دارد. شرمر همچنین تهیه‌کنندگی یک مجموعهٔ تلویزیونی به نام کشف مجهولات را برای شبکهٔ ای‌بی‌سی عهده‌دار بوده‌است.
موضوعات ویژه‌ای که در فصل‌نامهٔ اسکپتیک مورد بررسی قرار می‌گیرند عبارتند از: آیا تاریخ می‌تواند علم باشد؟ مسئلهٔ وجود خدا، محیط زیست؛ روانشناسی تکاملی؛ اخلاق تکاملی، تجدیدنظرطلبی در مسئلهٔ کوره‌های یهودی‌سوزی آلمان نازی، جنبش حافظهٔ بازیافته. شبه پزشکی؛ خدا و کیهان‌شناسی؛ IQ، نژاد و هوش؛ ایدز و ویروس HIV؛ تکامل و خلقت‌باوری؛ دین؛ فرقه‌ها: تجربه‌های نزدیک به مرگ و خارج از بدن؛ زندگی پس از مرگ؛ جادوگری؛ هیستری جمعی؛ اسطوره‌های شهری؛ وضعیت متغیر خودآگاهی: تفاوت میان علم و شبه علم و تاریخ و شبه تاریخ؛ جادو و فراهنجار؛ استفاده و سوء استفاده از نظریه و آمار؛ نقش شک‌آوری؛ ادعاهای پزشکی و روانپزشکی: چشم‌اندازها و محدودیت‌های علم و تکنولوژی؛ موضوع جنسیت و نژاد در علم؛ جامعه و تاریخ؛ نبوغ و هوش؛ تأثیر فرهنگ بر علم و تأثیر علم بر فرهنگ؛ توانایی‌ها و محدودیت‌های ذهن و بدن انسان؛ شیادی‌ها و حقه‌های علمی و آکادمیک و بسیاری موضوعات دیگر. انجمن شک‌آوران با توجه به شیوهٔ خویش در بررسی تمام ادعاها از روش علمی و تجربی استفاده می‌کند.

## دیدگاه‌ها

### ارزش علم
در حالی که شرمر محدودیت‌ها و آثار اجتماعی و فرهنگی علم را تشخیص می‌دهد، فلسفهٔ آلبرت اینشتین را می‌پذیرد: «تمام علم ما در مقایسه با واقعیت، ابتدایی و بچه‌گانه‌است و با وجود این ارزشمندترین چیزی است که داریم.»
او کتاب روح علم را به بیان جنبه‌های استعاری و شاعرانهٔ علم، اختصاص داده و در شرح عشق شخصی‌اش به علم می‌نویسد:
«از این تکان دهنده‌تر چیست؟ اینکه که از درون یک تلسکوپ ۱٫۵ متری به کهشکشان‌های دوردست خیره شویم؛
یک فسیل صد میلیون ساله یا یک ابزار سنگی پانصدهزارساله را به دست بگیریم؛ درهٔ ژرفی در فضا و زمان
مانند گراند کَنیون را پیش رویمان ببینیم؛ یا این که بشنویم دانشمندی در مواجهه با عظمت جهان، از حسی عمیق و قدسی به علم سرشار نشود؟»

### شکّاکیت علمی

تصویر روی جلد ویژه‌نامهٔ مجلهٔ اسکپتیک، در گرامی‌داشت آیزاک آسیموف

شرمر بیان می‌کند که زمانی یک مسیحی بنیادگرا بوده‌است؛ امّا امروزه خود را به عنوان ندانم‌گرا، بی‌دین و بی‌خدا توصیف کرده‌است؛ با وجود این ترجیح می‌دهد که به سادگی «شکّاک» نامیده شود.
شرمر شکّاکیت را به عنوان «کاربرد عقل در مورد تمام ایده‌ها به‌طوری‌که هیچ ایده‌ای مانند گاو مقدس مصونیت نداشته باشد»؛ تعریف می‌کند. به عبارت دیگر، او شک‌آوری را یک روش می‌داند نه یک دیدگاه.
شرمر معتقد است که شک‌آوری محض مانند واپاشی ذرات زیر اتمی، صفحهٔ دید اتاقک ابر فکری ما را از هم می‌گسلد و از چرخش بازمی‌دارد. اما شک‌آوری مدرن در قالب روش علمی می‌گنجد که عبارت از جمع‌آوری داده‌ها برای فرمول‌بندی و آزمودن تبیین‌های طبیعت‌گرایانه برای پدیده‌های طبیعی است. یک ادعا هنگامی واقعی می‌شود که به حدی قطعی شود که «پیشنهاد آن به عنوان توافقی موقت معقول باشد.» اما تمام واقعیت‌ها در علم، موقتی و موضوع چالش هستند و بنابراین «شک‌آوری روش رسیدن به نتیجه‌گیری‌های موقتی است.»
به نظر شرمر، کلید شک‌آوری کاربرد پیوسته و قاطعانهٔ روش‌های علمی برای جهت‌یابی در تنگه‌های خطرناک میان شک‌آوری «هیچ نمی‌دانم» و ساده‌لوحی «همه چیز امکان دارد» است.
شرمر می‌نویسد: «در مجله اسپکتیک مدام دست نوشته‌هایی به دستم می‌رسد که من آن‌ها را «نظریه همه چیز» می‌نامم. نویسندگان این متن‌ها مدعی کشف آن الگوی نهایی هستند که همه چیز را تمام و کمال تبیین می‌کند. معمولاً سروکارشان بیشتر با فیزیک و کیهان‌شناسی است و ادعا می‌کنند که نیوتن، اینشتین یا هاوکینگ در اشتباه بود و نظریه آنان در تمام علم انقلاب خواهد کرد. هرازگاهی نیز کل تاریخ بشر را در چند الگو خلاصه می‌کنند که آن الگوها را هم با تعداد کمتری اصل کلی می‌توان توجیه کرد. تلاشی برای آزمودن فرضیه‌شان نمی‌کند. در عوض در مثال‌هایی که نظرشان را تأیید می‌کنند اغراق می‌کنند و امیدوارند که خواننده مثال نقضی پیدا نکند.»

### خلقت‌گرایی
شرمر راجع به جستجوی دیرین‌شناسان برای حلقه‌های مفقودهٔ تکاملی، به تمسخر «شکاف‌پرستی» خلقت‌گرایان پرداخته و خاطرنشان می‌کند که کشف هر فسیل تازه، «شکاف» محبوب خلقت‌گرایان را به دو نیم می‌کند و آن «شکاف» درست دو برابر می‌شود؛ و تمسّک خلقت‌گرایان به جهل، هرگز پایان نمی‌یابد.

### دین‌داری و بینش دینی
مایکل شرمر در کتاب چگونه ایمان می‌آوریم، بحثی دقیق راجع به یشنهادهٔ مایکل پِرسینگر و گروهی دیگر از عصب‌شناسان ارائه می‌دهد مبنی بر اینکه ممکن است بینش‌های دینی از بیش‌فعّالی لُب گیج‌گاهی مغز ناشی شوند.
یکصد سال پیش، علمای علوم اجتماعی بر این باور بودند که تا سال ۲۰۰۰، اعتقاد به خدا به پایین‌ترین حد خود خواهد رسید. تصور آنان این بود که با ظهور تئوری‌های روانشناختی، علمی، اجتماعی، پرده از منشأ باور و اعتقاد به موجودی به نام خدا برگرفته خواهد شد و انسان‌ها خواهند فهمید که چنین موجودی به نحوی به ما وابسته‌است، نه این که ما به او وابسته باشیم. اما شرمر می‌نویسد: «تاریخ هیچ‌گاه این همه انسان را سراغ نداشته که به خدا باور داشته باشند. میزان اعتقاد به خدا، در این سال‌ها از همه وقت بیشتر بوده‌است. خدا نه فقط چنان‌که نیچه می‌پنداشت، نمرده‌است، بلکه هیچ‌گاه تا این اندازه زنده نبوده‌است.»
شرمر می‌کوشد تا در این کتاب پاسخ بدهد که چرا این همه انسان به وجود خدا باور دارند. می‌گوید: «مردم به خدا باور دارند، زیرا برای این باور خود شواهدی محسوس می‌یابند.» از نظر شرمر، باور مردم به خدا اصلاً ربطی به تعالیم فیلسوفان و متکلّمان ندارند. به نظر او، گرچه اهل فلسفه و کلام می‌کوشند تا ایمان و اعتقاد خود را صورت بندی عقلانی کنند و تبیینی موجه از آن ارائه دهند؛ لیکن وقتی به باورهای توحیدی و خدانگارانه بیشتر مردم می‌رسند، می‌خواهند آن را بر اساس تعابیر و توجیهات عاطفی و پراگماتیک تفسیر کنند. از نظر او، باورهای دینی را می‌توان به نحو کارکردگریانه نیز تبیین کرد. او نظریه‌های مختلف مردم‌شناسانه، روانشناسانه، و نظریه‌های علوم‌شناختی را جهت بررسی دین و نحوه پیدایش آن، به سان ابزاری برای ایجاد انسجام اجتماعی یا آسایش روحی و روانی، به بحث می‌گذارد.
شرمر در بخش دیگری از همین کتاب، پژوهش گسترده‌ای را شرح می‌دهد که خود او و همکارش فرانک سالووی به صورت کتره‌ای بر روی آمریکاییان انجام داده‌اند. از جمله نتایج این پژوهش، کشف رابطهٔ معکوس میان دینداری و تحصیلات بود. همچنین دینداری با علائق علمی و قویاً با لیبرالیسم سیاسی رابطهٔ معکوس داشت.

### اخلاقیات
در کتاب علم خیر و شر، شرمر از فرضیهٔ زیست‌شناسان که اخلاقیات انسان را دارای خاستگاه تکاملی می‌دانند، حمایت می‌کند. او بر این باور است که گرایش ذاتی انسان به نیکی به پیشینهٔ تکاملی او بازمی‌گردد. سرانجام، حسن ختام کتاب را به بحث دربارهٔ انگیزه از خوب بودن اختصاص می‌دهد. به نظر او اگر کسی بگوید که با وجود داشتن میل ذاتی به خوبی، بدون خدا انگیزهٔ لازم برای رفتار نیک را ندارد؛ و در غیاب خدا «مرتکب دزدی، تجاوز و قتل» می‌شود، نشان داده‌است که شخصی غیراخلاقی است؛ «و اولی‌تر است که به شدت از شما احتراز کنیم.» از سوی دیگر، اگر بپذیرد که حتی در صورت عدم وجود نظارت الهی همچنان آدم خوبی می‌ماند، قطعاً انکار کرده که برای خوب بودن، توسّل به خدا لازم است.

## کتاب‌ها
شرمر در دههٔ ۸۰ میلادی دو کتاب راجع به دوچرخه‌سواری حرفه‌ای نوشت. از اواخر دههٔ ۸۰ تاکنون به نگارش آثاری در ترغیب علم، شکّاکیّت علمی و در دفاع از اخلاق بی‌خدایانه اقدام کرده است:
- به کودکتان علم یاد دهید:علم سرگرمی برای هر دو شما (۱۹۸۹)
- به کودکتان ریاضی و جادوی ریاضی یاد دهید (۱۹۹۰)
- چرا مردم به چیزهای خارق‌العاده ایمان می‌آورند:شبه‌علم، خرافات و دیگر چیزهایی که زمان ما را مغشوش می‌کنند (۱۹۹۷)_ ویراست دوم (۲۰۰۲)
- چگونه ما ایمان می‌آوریم: علم، شک گرایی و جستجو برای خدا (۱۹۹۹)
- مرزهای علم: جایی که حس برداشتن بی‌معنی است (۲۰۰۱)
- چگونه ایمان می‌آوریم:جستجوی خدا در عصر علم (۲۰۰۱)
- دانشنامه شکاک از شبه علم (۲۰۰۲)_ به عنوان ویراستار
- چرا مردم چیزهای عجیب و غریب را باور می‌کنند: شبه علم، خرافات، و دیگر سردرگمی‌های زمان ما[۱۸]
- انکار تاریخ: چه کسی می‌گوید هولوکاست هرگز رخ نداده است و چرا آن‌ها این را می‌گویند؟ (۲۰۰۲) باهمکاری Alex Grobman
- در سایه داروین. زندگی و علم آلفرد راسل والاس (۲۰۰۲)
- علم خیر و شر:چرا مردم تقلّب و غیبت می‌کنند، دلواپس و سهیم می‌شوند و از قانون طلایی پیروی می‌کنند (۲۰۰۴)
- اصطکاک علمی:وقتی معلومات و مجهولات به هم می‌رسند (۲۰۰۵)
- اسرار ریاضی ذهنی: راهنمای ریاضیدان به محاسبه رعد و برق و ترفندهای ریاضی شگفت‌انگیز (۲۰۰۶)
- چرا داروین مهم است: یک دعوی علیه طراحی هوشمند (۲۰۰۶)
- روح علم (۲۰۰۶)
- ذهن بازار:چگونه زیست‌شناسی و روان‌شناسی، زندگی اقتصادی ما را شکل می‌دهد(۲۰۰۷)
- ذهن بازار: خروس‌های محبت‌آمیز، انسان‌های رقابتی و سایر حوادث از اقتصاد تکاملی(۲۰۰۹)
- مغز باورکننده:از ارواح و خدایان به سیاست و توطئه‌ها، چگونه باورهابه عنوان حقیقت ایجاد می‌شوندو تقویت می‌گردند (۲۰۱۱)
- قصه اخلاقی: چگونه علم و علت بشریت را به حقیقت، عدالت و آزادی هدایت می‌کنند (۲۰۱۵)
- استدلال علمی: گفتگو دربارهٔ آینده علم و روح (۲۰۱۶) با همکاری Rupert Sheldrake
- Skeptic: نگاهی به جهان با یک چشم برهم زدن (۲۰۱۶)
- آسمان‌ها بر روی زمین: جستجوی علمی برای زندگی پس از مرگ، جاودانگی و آرمان‌شهر (۲۰۱۸)

از میان آثار شرمر، تاکنون کتاب «به کودکتان ریاضی و جادوی ریاضی یاد دهید» با عنوان جادوی ریاضی به فارسی برگردانده شده است.